# Bellville (Ohio)
Bellville è un villaggio degli Stati Uniti d'America, situato nello stato dell'Ohio, nella contea di Richland.